# Лангенфельд (Баварія)
Лангенфельд (нім. Langenfeld) — громада в Німеччині, розташована в землі Баварія. Підпорядковується адміністративному округу Середня Франконія. Входить до складу району Нойштадт-на-Айші–Бад-Віндсгайм. Складова частина об'єднання громад Шайнфельд.
Площа — 7,22 км2. Населення становить 1066 ос. (станом на 31 грудня 2020).